# Отношения Португалии и Экваториальной Гвинеи
Отношения Португалии и Экваториальной Гвинеи — двусторонние дипломатические отношения между Португальской Республикой и Республикой Экваториальная Гвинея.

## История

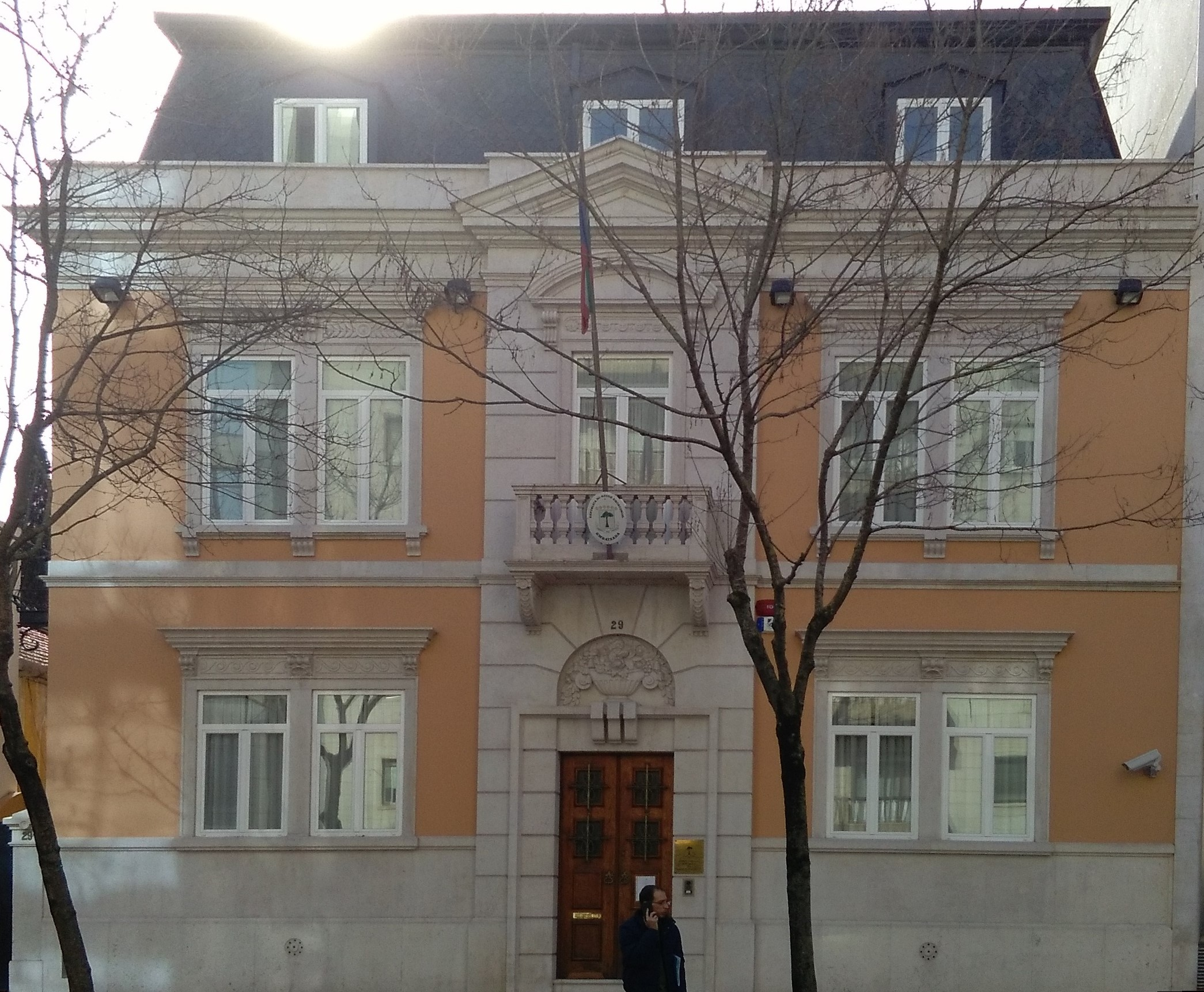
Посольство Экваториальной Гвинеи в Лиссабоне

Экваториальная Гвинея и Португалия поддерживают дипломатические отношения с 9 марта 1977 года. Португальское представительство было впервые аккредитовано в Малабо, столице Экваториальной Гвинеи, 18 февраля 1997 года.
С 2013 года в районе Байрро-де-Караколас в Малабо находится почётное консульство Португалии, его консулом является Мануэль Азеведу
В марте 2015 года министр иностранных дел Португалии Луис Кампус Феррейра объявил об открытии посольства Португалии в Малабо. Здание в Малабо, в котором было размещено посольство Португалии, было открыто в день Португалии 10 июня 2016 года.
За 2015 год Экваториальная Гвинея импортировала в Португалию товаров на сумму 116,9 миллионов евро, а Португалия в том же году импортировала в Экваториальную Гвинею товаров на сумму 220,8 миллионов евро.